# البرجان
البرجان (بالإنجليزية: The Two Towers) هو المجلد الثاني من رواية ج. ر. ر. تولكين الفنتازيا العليا سيد الخواتم. يسبقه رفقة الخاتم ويتبعه عودة الملك.

## النشر
يتكون سيد الخواتم من ستة «كتب»، بالإضافة إلى افتتاح ومقدمة وستة ملاحق. ومع ذلك، نُشرت الرواية في الأصل في ثلاثة مجلدات منفصلة، وذلك بسبب نقص الورق بعد الحرب العالمية الثانية واعتبارات الحجم والسعر. يغطي البرجان الكتابين الثالث والرابع.

## وصلات خارجية
- البرجان على موقع الموسوعة البريطانية (الإنجليزية)